# نادي فارزيم
نادي فارزيم الرياضي (بالبرتغالية:Varzim Sport Club) نادي كرة قدم برتغالي يلعب في دوري الدرجة الأولى . تم تأسيس النادي في سنة 1915 .